# جيمس فلين (أستاذ جامعي)
جيمس فلين (بالإنجليزية: James Flynn)‏ هو فيلسوف وعالم نفس أمريكي ونيوزيلندي، ولد في 1934 في شيكاغو في الولايات المتحدة. هاجر فلين إلى نيوزيلندا في عام 1963، حيث قام بتدريس الدراسات السياسية في جامعة أوتاجو في دنيدن. وقد لوحظ لمنشوراته حول الزيادة المستمرة عامًا بعد عام في درجات معدل الذكاء في جميع أنحاء العالم، التي يشار إليها الآن باسم تأثير فلين. بالإضافة إلى عمله الأكاديمي، دافع عن السياسة الاجتماعية الديمقراطية طوال حياته. توفي في دنيدن في 11 ديسمبر 2020، عن عمر يناهز 86 عامًا.